# Open Season: Scared Silly
Open Season: Scared Silly (titulada Open Season: Tontos por el susto en Hispanoamérica y Colegas en el bosque: Una aventura de miedo en España) es una película de animación por computadora. Es la cuarta y última entrega de la serie Open Season, siguiendo a Open Season (2006), Open Season 2 (2008), y Open Season 3 (2010). La película fue dirigida por David Feiss y producido por John Bush. Se estrenó en cines en Turquía el 18 de diciembre de 2015 y fue lanzada como película directa a vídeo en los Estados Unidos el 8 de marzo de 2016.

## Argumento
La película se abre con Elliot contando una historia de terror de fogata sobre la leyenda del hombre lobo que se lamenta Wampus vive en Timberline Forestal Nacional. Boog, que está domesticado y no tiene idea de lo que es vivir en el bosque, está aterrado por la historia y decide "pollo" de su viaje anual de campamento de verano hasta que descubre que el hombre lobo se ha ido. Decidido a ayudar a Boog superar sus miedos, Elliot y sus amigos del bosque se unen para ahuyentar el miedo de Boog y descubrir el misterio que se lamenta de la Wampus hombre lobo. Además, la temporada de caza ha vuelto a abrir y su viejo enemigo Shaw ha vuelto a darles caza y también quiere coger el hombre lobo. Mientras tanto, el Sr. Weenie cree que es el hombre lobo. Al final, Shaw es derrotado (en que se revela que es alérgico a los avispones), la temporada de caza se cierra definitivamente, y el hombre lobo resulta ser real, pero Elliot hace amigo de él por el baile y en los créditos finales se integra a su acampar.

## Reparto
- Donny Lucas como Boog.
- Will Townsend como Elliot / Mr. Weenie
- Melissa Sturm como Giselle.
- Brian Drummond como Ian / Reilly / amante de los árboles Hombre.
- Lee Tockar como de amigos / McSquizzy.
- Peter Kelamis como Serge.
- Trevor Devall como Shaw / hombre lobo.
- Lorne Cardinal como Gordy.
- Garry Chalk como Ed.
- Kathleen Barr como Bobbie / Edna / amante de los árboles Señora.
- Shannon Chan-Kent como Rosie / Marcia.
- Michelle Murdocca como María.
- Frank Welker como efectos vocales Animalses.
- Matthew W. Taylor como el mismo.

## Producción
Open Season: Tontos por el susto fue anunciado por primera vez el 11 de junio de 2015. [2] El primer tráiler fue lanzado el 1 de noviembre de 2015. [3]

## Lanzamiento
Esta sección requiere la expansión (febrero de 2016) 
Al igual que sus predecesores Open Season 2 y Open Season 3, la película fue estrenada en cines en diferentes países: 
•	Turquía - 18 de diciembre el año 2015 
•	Hungría - 31 de diciembre , el año 2015 
•	Estados Unidos - 8 de marzo de 2016 ( DVD y Blu-ray premiere) 
•	Países Bajos - 16 de marzo de 2016 (DVD y Blu-ray premiere) 

### Medios de casa
La película fue lanzada en DVD y Blu-ray en el Estados Unidos el 8 de marzo de 2016.

## Recepción
Renee Schonfeld de Common Sense Media le dio una revisión positiva diciendo, "agentes de la voz con talento, junto con una historia inteligente y escritura, hacer esta película muy divertida superior a la mayoría directa a DVD de tarifas para los niños y las familias. Aunque en general, la película fue odiada por la crítica, actualmente tiene un 5,1 de 10 en IMDb.
- Datos: Q22350801